# Robin Lopez
Robin Byron Lopez (North Hollywood, 1º aprile 1988) è un cestista statunitense, professionista nella NBA.

## Biografia
È il fratello gemello di Brook Lopez, che milita nei Milwaukee Bucks

## Carriera
È stato selezionato dai Phoenix Suns al primo giro del Draft NBA 2008 (15ª scelta assoluta).

## Statistiche

### NCAA
| Anno      | Squadra           | PG | PT | MP   | TC%  | 3P%  | TL%  | RP  | AP  | PRP | SP  | PP   |
| --------- | ----------------- | -- | -- | ---- | ---- | ---- | ---- | --- | --- | --- | --- | ---- |
| 2006-2007 | Stanford Cardinal | 31 | 31 | 24,0 | 48,0 | 0,0  | 54,5 | 5,5 | 0,9 | 0,2 | 2,4 | 7,5  |
| 2007-2008 | Stanford Cardinal | 36 | 30 | 24,5 | 53,4 | 100  | 65,2 | 5,7 | 0,6 | 0,5 | 2,3 | 10,2 |
| Carriera  | Carriera          | 67 | 61 | 24,3 | 51,1 | 50,0 | 61,2 | 5,6 | 0,8 | 0,3 | 2,3 | 9,0  |

#### Massimi in carriera
- Massimo di punti: 24 vs Yale (20 novembre 2007)[1]
- Massimo di rimbalzi: 15 vs Siena (11 novembre 2006)
- Massimo di assist: 3 (3 volte)
- Massimo di palle rubate: 2 (5 volte)
- Massimo di stoppate: 6 vs Siena (11 novembre 2006)
- Massimo di minuti giocati: 38 vs Marquette (22 marzo 2008)

### NBA

#### Regular Season
| Anno      | Squadra             | PG  | PT  | MP   | TC%  | 3P%  | TL%  | RP  | AP  | PRP | SP  | PP   |
| --------- | ------------------- | --- | --- | ---- | ---- | ---- | ---- | --- | --- | --- | --- | ---- |
| 2008-2009 | Phoenix Suns        | 60  | 7   | 10,2 | 51,8 | 0,0  | 69,1 | 2,0 | 0,1 | 0,2 | 0,7 | 3,2  |
| 2009-2010 | Phoenix Suns        | 51  | 31  | 19,3 | 58,8 | -    | 70,4 | 4,9 | 0,1 | 0,2 | 1,0 | 8,4  |
| 2010-2011 | Phoenix Suns        | 67  | 56  | 14,8 | 50,1 | -    | 74,0 | 3,2 | 0,1 | 0,3 | 0,7 | 6,4  |
| 2011-2012 | Phoenix Suns        | 64  | 0   | 14,0 | 46,1 | -    | 71,4 | 3,3 | 0,3 | 0,3 | 0,9 | 5,4  |
| 2012-2013 | N.O. Hornets        | 82  | 82  | 26,0 | 53,4 | -    | 77,8 | 5,6 | 0,8 | 0,4 | 1,6 | 11,3 |
| 2013-2014 | Portland T. Blazers | 82  | 82  | 31,8 | 55,1 | 0,0  | 81,8 | 8,5 | 0,9 | 0,3 | 1,7 | 11,1 |
| 2014-2015 | Portland T. Blazers | 59  | 59  | 27,8 | 53,5 | 0,0  | 77,2 | 6,7 | 0,9 | 0,3 | 1,4 | 9,6  |
| 2015-2016 | N.Y. Knicks         | 82  | 82  | 27,1 | 53,9 | 0,0  | 79,5 | 7,3 | 1,4 | 0,2 | 1,6 | 10,3 |
| 2016-2017 | Chicago Bulls       | 81  | 81  | 28,0 | 49,3 | 0,0  | 72,1 | 6,4 | 1,0 | 0,2 | 1,4 | 10,4 |
| 2017-2018 | Chicago Bulls       | 64  | 64  | 26,4 | 53,0 | 28,6 | 75,6 | 4,5 | 1,9 | 0,2 | 0,8 | 11,8 |
| 2018-2019 | Chicago Bulls       | 74  | 36  | 21,7 | 56,8 | 22,6 | 72,4 | 3,9 | 1,2 | 0,1 | 1,1 | 9,5  |
| 2019-2020 | Milwaukee Bucks     | 66  | 5   | 14,5 | 49,2 | 33,3 | 52,8 | 2,4 | 0,7 | 0,2 | 0,7 | 5.4  |
| 2020-2021 | Wash. Wizards       | 71  | 9   | 19,1 | 63,3 | 27,8 | 72,3 | 3,8 | 0,8 | 0,2 | 0,6 | 9.0  |
| 2021-2022 | Orlando Magic       | 36  | 9   | 17,0 | 55,3 | 33,3 | 59,3 | 3,5 | 1,5 | 0,1 | 0,5 | 7,1  |
| 2022-2023 | Cleveland Cavaliers | 37  | 2   | 8,1  | 64,0 | 50,0 | 77,8 | 1,4 | 0,5 | 0,1 | 0,2 | 3,0  |
| 2023-2024 | Milwaukee Bucks     | 13  | 0   | 2,9  | 37,5 | 33,3 | 100  | 0,2 | 0,3 | 0,0 | 0,1 | 0,8  |
| Carriera  | Carriera            | 989 | 605 | 21,1 | 53,7 | 30,0 | 74,3 | 4,7 | 0,8 | 0,2 | 1,1 | 8,4  |

#### Play-off
| Anno     | Squadra             | PG | PT | MP   | TC%  | 3P% | TL%  | RP  | AP  | PRP | SP  | PP   |
| -------- | ------------------- | -- | -- | ---- | ---- | --- | ---- | --- | --- | --- | --- | ---- |
| 2010     | Phoenix Suns        | 6  | 6  | 17,3 | 54,3 | -   | 100  | 4,0 | 0,0 | 0,3 | 0,2 | 7,8  |
| 2014     | Portland T. Blazers | 11 | 11 | 33,4 | 48,9 | -   | 66,7 | 9,2 | 0,8 | 0,5 | 1,8 | 10,0 |
| 2015     | Portland T. Blazers | 5  | 5  | 23,4 | 60,0 | -   | 100  | 4,4 | 0,6 | 0,2 | 1,0 | 5,2  |
| 2017     | Chicago Bulls       | 6  | 6  | 27,0 | 65,4 | -   | 100  | 7,2 | 0,8 | 0,5 | 1,0 | 12,7 |
| 2020     | Milwaukee Bucks     | 3  | 0  | 7,0  | 75,0 | -   | -    | 1,3 | 0,0 | 0,0 | 0,0 | 2,0  |
| 2021     | Wash. Wizards       | 5  | 0  | 14,6 | 72,0 | -   | 25,0 | 1,8 | 0,0 | 0,0 | 0,8 | 7,4  |
| 2023     | Cleveland Cavaliers | 2  | 0  | 3,0  | 100  | -   | 100  | 0,5 | 0,0 | 0,0 | 0,0 | 4,0  |
| Carriera | Carriera            | 38 | 28 | 22,4 | 58,1 | -   | 77,6 | 5,4 | 0,4 | 0,3 | 0,9 | 8,2  |

#### Massimi in carriera
- Massimo di punti: 30 vs Los Angeles Clippers (26 febbraio 2010)[2]
- Massimo di rimbalzi: 20 vs Sacramento Kings (20 marzo 2016)
- Massimo di assist: 11 vs Atlanta Hawks (22 dicembre 2021)
- Massimo di palle rubate: 3 vs Cleveland Cavaliers (4 novembre 2014)
- Massimo di stoppate: 8 vs Los Angeles Lakers (30 novembre 2016)
- Massimo di minuti giocati: 45 vs Golden State Warriors (13 aprile 2014)

## Palmarès
- McDonald's All-American Game (2006)